# 三氯化铁测试
三氯化铁测试是用来确定样品中是否存在苯酚的测试。烯醇用这种方法测试也有相同的结果，可以用溴测试来确认结果，而用现代光谱技术（比如 核磁共振和红外吸收光谱法）检验未知物更好用。酚的总数量可以用福林酚法测定。

## 技术
将加几滴三氯化铁溶液加在溶于水或水和乙醇混合物中的样品。形成红色、蓝色、绿色或紫色的颜色则标志酚类存在。对于不溶于水的样品，可以溶解在有少量吡啶的二氯甲烷中。

## 原理
酚类与Fe(III)立刻形成紫色的络合物，这是测试的原理。